# 黄道周

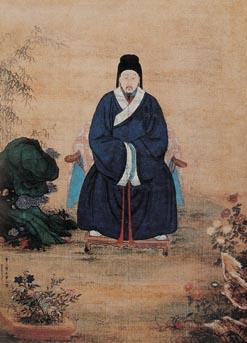
黄道周の画像

黄 道周（こう どうしゅう、1585年3月9日（万暦13年2月9日） - 1646年4月20日（隆武2年3月5日））は、明末の作家・能書家。字は幼平、号は石斎。

## 生涯
漳州府漳浦県銅山の出身。貧民の出身で多芸多才であった。書法は鍾繇に学んで楷書・行書・草書が清健にすぐれ、倪元璐や王鐸と並んで明代の書道の名人と称された。
天啓2年（1622年）に科挙に合格して進士に及第し、庶吉士になった。後、翰林院編修となった。崇禎元年（1628年）、右中允に任じられた。その後すぐ、銭龍錫に対する減刑を求めて崇禎帝の怒りを買い、3級連降格された。崇禎5年（1632年）、再び上疏して時政を批判したため、免職となった。
崇禎9年（1636年）、旧職に復した。しかし崇禎11年（1638年）、軍督の楊嗣昌が服忌期間に任命を受けたのを批判して、再び6級連降格された。翌年、友人の鄭鄤が崇禎帝の指示により凌遅刑に処され、悲しみ憤った。崇禎14年（1641年）、江西巡撫の解学龍が黄道周の代わりに許しを乞うて上書したが、崇禎帝は私情にとらわれて不正を疑い、黄道周に酷い拷問を加えて収監した。首輔の周延儒が崇禎帝に懇願したため死罪は免れ、広西へ追放された。同年、周延儒の推薦で再び旧職に復したが、崇禎帝の滅びる運命を予見し、失望して自ら辞任した。その後、龍渓県九龍江で書画塾の鄴山講堂を開いた。
崇禎17年（1644年）、崇禎帝が自殺し、弘光帝が南京で即位すると、南京へ上り南明の礼部尚書を務め、職務に精励した。しかし翌弘光元年（1645年）に清軍が南京を占領し、弘光帝が捕らえられた。この時、黄道周は浙江へ大禹の祭祀のため公務出張していて難を逃れたが、悲しみとともに福建の家へ帰った。
同年、福州の地で鄭芝龍らと共に、隆武帝の許へ出仕し、武英殿大学士となった。翌年、江西に赴き義勇兵を募ろうとしたが、清軍に捕らえられた。黄道周は明朝への強い忠誠心を示し、降伏を拒絶したため、南京で処刑された。4人の弟子（蔡春溶・頼継謹・趙士超・毛玉潔）も処刑された。
南明において文明伯の号が贈られ、忠烈と諡された。

## 参考資料
- 『崇禎長編』
- 『南明史』
- 『明季北略』
- 『烈皇小識』
- 『漫堂書画跋』